# Ligne de tramway 2 (SNCV Groupe de Mons-Borinage)
Ne doit pas être confondu avec Ligne de tramway 2/ (SNCV Groupe de Mons-Borinage).
La ligne 2 est une ancienne ligne de tramway du Groupe de Mons-Borinage de la Société nationale des chemins de fer vicinaux (SNCV) qui a fonctionné entre le 6 avril 1905 et le 2 juin 1973.

## Histoire
La ligne est mise en service le 6 avril 1905.L'exploitation est assurée comme pour les autres lignes électrique du capital 127 dit des lignes du Borinage par la SNCV.
En 1920, elle est limitée de la gare de Saint-Ghislain à Wasmes Rue de Maubeuge, la ligne 408 l'y remplace.
Le 14 août 1930, la ligne se voit attribuer l'indice E.
En 1936, l'indice E est remplacé par le numéro 2.
Le 2 juillet 1967 à l'occasion d'une réforme de structure du Groupe de Mons-Borinage, la ligne est limitée de Dour à Wasmes rue de Maubeuge avec remplacement par autobus sur la section supprimée. Cette suppression entraine la désaffectation des voies entre Wasmes rue de Maubeuge et Boussu Bois Temple.

## Vestiges
- Superstructure :
  - site propre de la côte Saint-Roch entre la place Saint-Pierre à Wasmes et la rue Roi Albert.
- Dépôts et stations : Eugies.

## Exploitation

### Horaires
Tableaux :
- 407/2 en 1931, numéro et tableau partagés entre les lignes P (407/1) Mons Rue des Capucins - Pâturages Place Saint-Pierre et E (407/2) Mons Grand-Place - Wasmes Rue de Maubeuge[5].
- 832 en 1958, numéro et tableau partagés entre les lignes 1 Mons SNCB - Saint-Ghislain Place, 2 Mons SNCB - Dour Trichères et 11/12 Mons SNCB - Mons SNCB[6].